# 더 킹 오브 파이터즈 2001
《더 킹 오브 파이터즈 2001》(The King of Fighters 2001, 약칭 KOF 2001)은 2001년에 발매된 SNK의 아케이드 대전 격투 게임이다. 《더 킹 오브 파이터즈》 시리즈 여덟 번째 작품으로, 구 SNK가 도산한 후 한국 회사 이오리스가 기획하고 전 SNK 직원들이 모여 차린 브레자소프트가 실개발을 맡았다. 《더 킹 오브 파이터즈 '99》에서 시작됐던 네스츠 사가의 완결편이다.
이 작품은 선택한 플레이어 캐릭터 4명 중에 대전에 참가할 수 있는 인원을 선정하는 택티컬 오더 시스템이 특징이다. 참전 인원수에 따라 기 게이지 최대 스톡 수, 스트라이커 수 등이 달라진다.
2002년, 2003년에 각각 세가 드림캐스트와 플레이스테이션 2로 이식판이 발매됐다. 이후 플레이스테이션 네트워크, 닌텐도 스위치 등 디지털 플랫폼으로 재발매됐다.

## 줄거리 및 등장인물
네스츠 사가의 완결편으로, 최종적으로 네스츠의 수장 제로와 이그니스를 쓰러뜨리는 것이 목표이다.
이번 작품에선 김갑환의 제자 이진주(메이 리)가 새로 등장해 전작의 전훈을 교체했다. 여성 격투가 팀에는 리 샹페이와 신조 히나코가 다시 참전했다.
| 주연 팀                                                       | 아랑전설 팀                                         | 용호의 권 팀                                                      | 이카리 워리어즈 팀                                   |
| ------------------------------------------------------------- | --------------------------------------------------- | ----------------------------------------------------------------- | ---------------------------------------------------- |
| - K' - 맥시마 - 윕 - 린                                       | - 테리 보가드 - 앤디 보가드 - 조 히가시 - 블루 마리 | - 료 사카자키 - 로버트 가르시아 - 타쿠마 사카자키 - 유리 사카자키 | - 클락 스틸 - 랄프 존스 - 레오나 하이데른 - 하이데른 |
| 일본 팀                                                       | 사이코 솔저 팀                                      | 여성부 팀                                                         | 한국태권 팀                                          |
| - 쿠사나기 쿄 - 다이몬 고로 - 니카이도 베니마루 - 야부키 신고 | - 아사미야 아테나 - 시이 켄수 - 친 겐사이 - 바오    | - 시라누이 마이 - 킹 - 리 샹페이 - 시조 히나코                    | - 김갑환 - 장거한 - 최번개 - 이진주                  |
| 라이벌 팀                                                     | 네스츠 팀                                           | 기타                                                              | 기타                                                 |
| - 야가미 이오리 - 바네사 - 세스 - 라몬                        | - 쿨라 다이아몬드 - 폭시 - K9999 - 앙헬             | - 제로 - 이그니스                                                 | - 제로 - 이그니스                                    |

## 게임플레이
싸울 수 있는 사람의 수를 조절할 수 있는 택티컬 오더 시스템을 도입하였다. 4명을 선택한 후, 1명부터 3명까지 격투에 나오는 캐릭터와 스트라이커 캐릭터 수를 조절할 수 있는데 플레이어 캐릭터를 1로 놓으면 기 게이지 스톡수가 4개, 스트라이커 수 3명이 가능하지만 반대로 플레이어 캐릭터를 4명으로 두면 기 게이지는 1개에 스트라이커는 사용불가가 되며 기 게이지 스톡이 2개가 필요한 MAX 초필살기도 역시 사용불가가 된다. 슈퍼 캔슬이 기 게이지만 있다면 가능해지는 등 다양한 콤보를 만들어 낼 수 있다.

## 반응
일본에서 출시 직후의 PS2판 판매량(2003년 10월 28일 발매 후 집계기간인 2003년 12월 28일까지)이 39,022장으로 집계 되었다.